# Shanghai Jinse Nianhua Nanzi Paiqiu Julebu 2014-2015
Questa voce raccoglie le informazioni riguardanti lo Shanghai Jinse Nianhua Nanzi Paiqiu Julebu nelle competizioni ufficiali della stagione 2014-2015.

## Organigramma societario
Area tecnica
- Allenatore: Shen Qiong

## Rosa
| N° | Nome             | Ruolo | Data di nascita   | Nazionalità sportiva |
| -- | ---------------- | ----- | ----------------- | -------------------- |
| 1  | Dai Qingyao      | S/O   | 26 settembre 1991 | Cina                 |
| 2  | Quin Zhen        | C     | 14 febbraio 1993  | Cina                 |
| 3  | Huang Bin        | S     | 18 gennaio 1989   | Cina                 |
| 5  | Zhang Yichen     | C     | 9 novembre 1992   | Cina                 |
| 6  | Wang Yuanjie     | C     | 5 gennaio 1995    | Cina                 |
| 7  | Li Chunhui       | S/O   | 7 marzo 1987      | Cina                 |
| 8  | Tong Jiahua      | L     | 13 dicembre 1992  | Cina                 |
| 9  | Zhan Guojun      | P     | 16 dicembre 1988  | Cina                 |
| 10 | Fang Yingchao    | S/O   | 3 agosto 1982     | Cina                 |
| 11 | Cristian Savani  | S     | 22 febbraio 1982  | Italia               |
| 12 | Zhang Zhejia     | C     | 31 agosto 1995    | Cina                 |
| 13 | Chen Longhai     | C     | 29 marzo 1991     | Cina                 |
| 15 | Nikola Kovačević | S     | 14 febbraio 1983  | Serbia               |
| 16 | Ren Qi           | L     | 24 febbraio 1984  | Cina                 |
| 17 | Lin Zhijie       | S     | 19 febbraio 1992  | Cina                 |
| 18 | Zhang Sulei      | P     | 10 marzo 1992     | Cina                 |
| 19 | Liao Jianyu      | C     | 5 settembre 1995  | Cina                 |
| 20 | Li Jiaoyang      | S     | 21 novembre 1995  | Cina                 |

## Mercato
| Acquisti | Acquisti         | Acquisti         | Acquisti   |
| R.       | Nome             | da               | Modalità   |
| -------- | ---------------- | ---------------- | ---------- |
| C        | Wang Yuanjie     | ?                | ?          |
| S        | Nikola Kovačević | BluVolley Verona | definitivo |
| C        | Liao Jianyu      | ?                | ?          |

| Cessioni | Cessioni    | Cessioni              | Cessioni   |
| R.       | Nome        | a                     | Modalità   |
| -------- | ----------- | --------------------- | ---------- |
| S        | Han Tianyi  | Guangdong             | prestito   |
| C        | David Lee   | Lokomotiv Novosibirsk | definitivo |
| P        | Yan Tingwei | Guangdong             | definitivo |
| S        | Bojan Janić | Tomis Costanza        | definitivo |

## Risultati

### Volleyball League A

#### Regular season

##### Prima fase
| 1ª giornata - 16 novembre 2014 Luwan Gymnasium, Shanghai                      | Shanghai  | 3 - 0 | Guangdong | 25-14, 25-20, 25-19               |
| 2ª giornata - 20 novembre 2014 Luwan Gymnasium, Shanghai                      | Shanghai  | 2 - 3 | Shandong  | 23-25, 27-25, 25-13, 27-29, 13-15 |
| 3ª giornata - 23 novembre 2014 Fujian Normal University Gymnasium, Fuzhou     | Fujian    | 1 - 3 | Shanghai  | 18-25, 15-25, 25-23, 21-25        |
| 4ª giornata - 27 novembre 2014 Ziyang Stadium, Ziyang                         | Sichuan   | 3 - 2 | Shanghai  | 25-17, 16-25, 25-20, 16-25, 15-8  |
| 5ª giornata - 30 novembre 2014 Luwan Gymnasium, Shanghai                      | Shanghai  | 3 - 0 | Liaoning  | 25-20, 25-20, 25-20               |
| 6ª giornata - 4 dicembre 2014 Guangzhou Sport University Gymnasium, Canton    | Guangdong | 0 - 3 | Shanghai  | 20-25, 20-25, 19-25               |
| 7ª giornata - 7 dicembre 2014 Laiwu City Gymnasium, Laiwu                     | Shandong  | 0 - 3 | Shanghai  | 17-25, 19-25, 23-25               |
| 8ª giornata - 11 dicembre 2014 Foreign Studies University Gymnasium, Shanghai | Shanghai  | 3 - 1 | Fujian    | 25-17, 25-22, 21-25, 26-24        |
| 9ª giornata - 14 dicembre 2014 Liao Stadium, Liaoyang                         | Liaoning  | 2 - 3 | Shanghai  | 21-25, 25-23, 25-23, 16-25, 7-15  |
| 10ª giornata - 18 dicembre 2014 Luwan Gymnasium, Shanghai                     | Shanghai  | 3 - 0 | Sichuan   | 25-18, 25-15, 25-18               |

##### Seconda fase
| 11ª giornata - 21 dicembre 2014 Huaibei Stadium, Huaibei                     | Bayi     | 0 - 3 | Shanghai | 22-25, 15-25, 17-25               |
| 12ª giornata - 25 dicembre 2014 University of Technology Gymnasium, Nanchino | Jiangsu  | 1 - 3 | Shanghai | 23-25, 23-25, 25-22, 22-25        |
| 13ª giornata - 28 dicembre 2014 Luwan Gymnasium, Shanghai                    | Shanghai | 3 - 0 | Bayi     | 25-20, 25-19, 25-17               |
| 14ª giornata - 1º gennaio 2015 Luwan Gymnasium, Shanghai                     | Shanghai | 3 - 2 | Jiangsu  | 24-26, 25-27, 25-22, 25-20, 15-12 |
| 15ª giornata - 4 gennaio 2015 Glory Stadium, Pechino                         | Beijing  | 2 - 3 | Shanghai | 25-22, 19-25, 25-22, 24-26, 9-15  |
| 16ª giornata - 8 gennaio 2015 Xuchang College Gymnasium, Xuchang             | Henan    | 0 - 3 | Shanghai | 23-25, 21-25, 17-25               |
| 17ª giornata - 11 gennaio 2015 Luwan Gymnasium, Shanghai                     | Shanghai | 3 - 1 | Beijing  | 25-19, 19-25, 25-19, 25-20        |
| 18ª giornata - 15 gennaio 2015 Luwan Gymnasium, Shanghai                     | Shanghai | 3 - 1 | Henan    | 25-12, 20-25, 25-21, 25-21        |

#### Play-off scudetto

##### Semifinale
| Gara 1 - 18 gennaio 2015 Glory Stadium, Pechino    | Beijing  | 1 - 3 | Shanghai | 22-25, 31-29, 20-25, 9-25 |
| Gara 2 - 22 gennaio 2015 Luwan Gymnasium, Shanghai | Shanghai | 3 - 0 | Beijing  | 25-21, 25-14, 25-18       |

##### Finale
| Gara 1 - 1º febbraio 2015 Laiwu City Gymnasium, Laiwu | Shandong | 1 - 3 | Shanghai | 17-25, 25-20, 18-25, 23-25        |
| Gara 2 - 5 febbraio 2015 Laiwu City Gymnasium, Laiwu  | Shandong | 3 - 2 | Shanghai | 17-25, 20-25, 25-22, 25-18, 15-12 |
| Gara 3 - 8 febbraio 2015 Luwan Gymnasium, Shanghai    | Shanghai | 3 - 0 | Shandong | 25-14, 25-22, 25-21               |
| Gara 4 - 10 febbraio 2015 Luwan Gymnasium, Shanghai   | Shanghai | 3 - 1 | Shandong | 25-22, 25-16, 23-25, 25-20        |

## Statistiche

### Statistiche di squadra
| Competizione        | Punti | In casa | In casa | In casa | In trasferta | In trasferta | In trasferta | Totale | Totale | Totale |
| Competizione        | Punti | G       | V       | P       | G            | V            | P            | G      | V      | P      |
| ------------------- | ----- | ------- | ------- | ------- | ------------ | ------------ | ------------ | ------ | ------ | ------ |
| Volleyball League A | 36    | 12      | 11      | 1       | 12           | 10           | 2            | 24     | 21     | 3      |
| Totale              | -     | 12      | 11      | 1       | 12           | 10           | 2            | 24     | 21     | 3      |

G = partite giocate; V = partite vinte; P = partite perse

### Statistiche dei giocatori
| Giocatore    | Volleyball League A | Volleyball League A | Volleyball League A | Volleyball League A | Volleyball League A | Totale | Totale | Totale | Totale | Totale |
| Giocatore    | P                   | PT                  | AV                  | MV                  | BV                  | P      | PT     | AV     | MV     | BV     |
| ------------ | ------------------- | ------------------- | ------------------- | ------------------- | ------------------- | ------ | ------ | ------ | ------ | ------ |
| Chen L.      | ?                   | ?                   | ?                   | ?                   | ?                   | ?      | ?      | ?      | ?      | ?      |
| Dai Q.       | ?                   | 433                 | 372                 | 41                  | 20                  | ?      | 433    | 372    | 41     | 20     |
| Fang Y.      | ?                   | ?                   | ?                   | ?                   | ?                   | ?      | ?      | ?      | ?      | ?      |
| Huang B.     | ?                   | ?                   | ?                   | ?                   | ?                   | ?      | ?      | ?      | ?      | ?      |
| N. Kovačević | ?                   | 300                 | 254                 | 27                  | 19                  | ?      | 300    | 254    | 27     | 19     |
| Liao J.      | ?                   | ?                   | ?                   | ?                   | ?                   | ?      | ?      | ?      | ?      | ?      |
| Lin Z.       | ?                   | ?                   | ?                   | ?                   | ?                   | ?      | ?      | ?      | ?      | ?      |
| Li C.        | ?                   | ?                   | ?                   | ?                   | ?                   | ?      | ?      | ?      | ?      | ?      |
| Li J.        | ?                   | ?                   | ?                   | ?                   | ?                   | ?      | ?      | ?      | ?      | ?      |
| Quin Z.      | ?                   | ?                   | ?                   | ?                   | ?                   | ?      | ?      | ?      | ?      | ?      |
| Ren Q.       | ?                   | ?                   | ?                   | ?                   | ?                   | ?      | ?      | ?      | ?      | ?      |
| C. Savani    | ?                   | 308                 | 268                 | 22                  | 18                  | ?      | 308    | 268    | 22     | 18     |
| Tong J.      | ?                   | ?                   | ?                   | ?                   | ?                   | ?      | ?      | ?      | ?      | ?      |
| Wang Y.      | ?                   | ?                   | ?                   | ?                   | ?                   | ?      | ?      | ?      | ?      | ?      |
| Zhang S.     | ?                   | ?                   | ?                   | ?                   | ?                   | ?      | ?      | ?      | ?      | ?      |
| Zhang Y.     | ?                   | ?                   | ?                   | 37                  | ?                   | ?      | ?      | ?      | 37     | ?      |
| Zhang Z.     | ?                   | 189                 | 117                 | 62                  | 10                  | ?      | 189    | 117    | 62     | 10     |
| Zhan G.      | ?                   | ?                   | ?                   | ?                   | 21                  | ?      | ?      | ?      | ?      | 21     |

P = presenze; PT = punti totali; AV = attacchi vincenti; MV = muri vincenti; BV = battute vincenti